# 무레정
무레정(일본어: 牟礼町)은 일본 가가와현 있던 정이다. 다카마쓰시의 동쪽에 인접해 있었다. 고겐산에서 화강암 암치석이 파여 석재업이 활발하다. 또한 조각가 이사무 노구치의 이사무 노구치 정원미술관이 있는 것과 헤이안 시대 말기 옥도 전투의 무대가 된 것으로도 알려져 있다.
정 의회의 두 번에 의한 부결로 백지화된 다카마쓰시와의 합병은 다카기 에이이치 정장의 재출마 선거에서의 큰 차이로 승리 후 재차 합병 협의회를 설치해 주변 4정과 함께 2006년 1월 10일 편입 합병되었다.

## 인구
- 1920년 6,551명
- 1925년 6,793명
- 1930년 7,099명
- 1935년 7,330명
- 1940년 7,222명
- 1947년 9,789명
- 1950년 9,581명
- 1955년 9,201명
- 1960년 8,781명
- 1965년 8,886명
- 1970년 10,021명
- 1975년 13,299명
- 1980년 15,739명
- 1985년 17,250명
- 1990년 17,370명
- 1995년 18,123명
- 2000년 18,201명
- 2005년 17,863명
- 2010년 17,855명
- 2015년 17,299명

## 역사
- 1890년 2월 15일 - 정촌제 시행에 의해 무레촌이 성립하였다.
- 1899년 4월 1일 - 미키군, 야마다군과 합병해 기타군이 되었다.
- 1962년 1월 1일 - 정으로 승격해 무레정이 되었다.
- 2006년 1월 10일 - 다카마쓰시에 편입합병되었다.

## 교통

### 철도
- 시코쿠 여객철도
  - 고토쿠 선
- 시도 선

### 도로
- 국도 제11호선

## 참고 문헌
- 角川日本地名大辞典編纂委員会, 『角川日本地名大辞典 43 香川県』, 1985, 角川書店